# شدیم

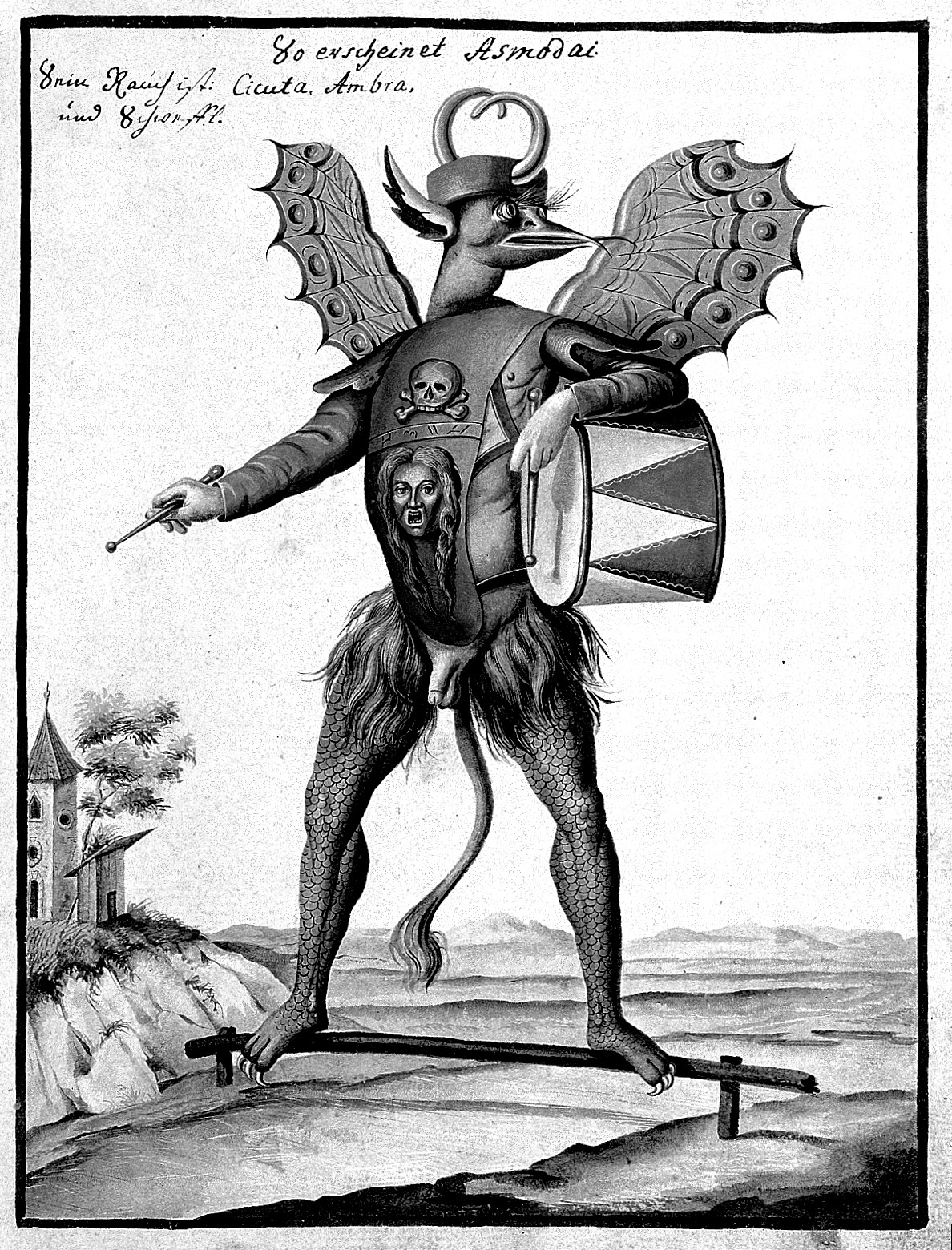
یک نقاشی بر اساس توصیفات شدیم به‌شکل پرنده با بال‌های اژدها و دم شیر که در سال ۱۷۷۵ به تصویر کشیده شده است.

شدیم (عبری: שֵׁדִים‎) ارواح یا شیاطین (دیمنها) در اساطیر تناخ و یهودی هستند. با این حال، آنها لزوماً معادل مفهوم مدرن شیاطین به عنوان موجودات شیطانی نیستند. ارواح شیطانی را عامل بیماری‌ها می‌دانستند. که آنها از نظر مفهومی با شدیم‌ها متفاوت هستند که نیمه خدایان شیطانی نیستند، بلکه خود خدایان بیگانه هستند. شدیم فقط بد هستند به این معنا که خدا نیستند.
آنها فقط دو بار (همیشه جمع) در تناخ ظاهر می‌شوند، در مزامیر ۱۰۶:۳۷ و تثنیه ۳۲:۱۷. هر دو بار به قربانی کردن کودکان یا حیوانات می‌پردازد. اگرچه این کلمه به‌طور سنتی از ریشه ŠWD شده‌است (عبری: שוד‎ shûd) که معنای «عمل با خشونت» یا «تلف کردن» را می‌رساند، احتمالاً واژه‌ای قرضی از زبان اکدی بوده‌است که در آن کلمه shedu به روحی اشاره دارد که می‌تواند محافظ یا بدخواه باشد. با ترجمه متون عبری به یونانی، تحت تأثیر ثنویت زرتشتی، شدیم با منفی گرایی ضمنی به دایمونیا ترجمه شد. در غیر این صورت، بعدها در فرهنگ یهودی-اسلامی، شدیم به کلمه عبری جن با نگرش اخلاقی دوسوگرا تبدیل شد.

## اصل و نسب
طبق یکی از افسانه‌ها، شدیم‌ها از نسل مارها یا شیاطین به شکل مار هستند که به مار در عدن اشاره می‌کند که در پیدایش آمده‌است. طبق یک دیدگاه رایج، آنها فرزندان لیلیت از پیوند او با آدم یا مردان دیگر هستند. افسانه دیگری می‌گوید که خداوند ساختن آنها را آغاز کرده بود و قصد داشت آنها انسان باشند، اما خلقت آنها را کامل نکرد زیرا در روز سبت استراحت می‌کرد. حتی بعد از سبت، او آنها را ترک کرد که چگونه باید نشان دهند که وقتی سبت می‌آید، همه کارها باید کامل تلقی شوند.
زوهر آنها را فرزندان شیاطین عزازیل و نعمه توصیف می‌کند.

آن قومهایی را که خداوند دستور داده بود از بین ببرند نکشتند، بُتهای آنها را پرستش کردند و در نتیجه اسباب سقوط خود را فراهم کردند. آنها پسران و دختران خود را برای شیاطین (شدیم) قربانی کردند. خون پسران و دختران بی‌گناه خود را به‌خاطر بُتهای کنعان ریختند و آن سرزمین را با خون آلوده کردند. به این ترتیب به‌خاطر رفتار بد خود، ناپاک گشتند. - عهد عتیق، مزامیر ۱۰۶

آنها برای شیاطین (شدیم) قربانی کردند که دارای قدرتی نیستند، خدایانی که نمی‌شناختند، چیزهای جدیدی که به تازگی آمده بود، که پدران شما از آنها نمی‌ترسیدند. -عهد عتیق، سفر تثنیه ۳۲:۱۷

## صفات
تلمود شدیم را دارای برخی از صفات فرشتگان و برخی از صفات انسان توصیف می‌کند:
به سه طریق آنها مانند فرشتگان هستند: آنها مانند فرشتگان دارای بال هستند، و مانند فرشتگان از یک سوی زمین به سوی دیگر پرواز می‌کنند، آنها مانند فرشتگان از آینده آگاه هستند و از سه طریق آنها مانند انسانها هستند: آنها مانند انسانها می‌خورند و میاشامند، آنها مانند انسانها تولید مثل می‌کنند، و مانند انسانها می‌میرند. -تلمود، بخش حگیگا ۱۶الف
آنها می‌توانند باعث بیماری و بدبختی شوند، مردگان را دنبال می‌کنند و در اطراف قبور پرواز می‌کنند.
ظاهراً افراد گناهکار دختران خود را قربانی شدیم می‌کردند، اما مشخص نیست که آیا قربانی در قتل قربانیان بوده‌است یا در رضایت جنسی شیاطین.
برای پرهیز از احضار شِدیم، کارهایی مانند سوت زدن یا حتی نگفتن کلمه «شدیم» توصیه می‌شود. عارف قرن دوازدهم، یهودا بن ساموئل از رگنسبورگ، در وصیت نامه خود نوشت که نباید پنجره‌ها را به‌طور کامل مهر و موم کرد، زیرا شدیم را در خانه به دام می‌اندازد.
شدیم همیشه به عنوان موجودات مخرب دیده نمی‌شوند و گاهی برای انسان مفید هستند. گفته می‌شود که آنها حتی می‌توانند مانند آسمودئوس مطابق تورات زندگی کنند.

## ظاهر
گفته می‌شود که شدیم دارای پا و چنگال خروس بوده‌است. برای دیدن اینکه آیا شدیم‌ها حضور دارند یا خیر، خاکستر را به زمین یا زمین می‌انداختند که باعث می‌شد ردپای آنها نمایان شود.
شدیم می‌تواند شکل را تغییر دهد و شکل انسانی به خود بگیرد. تلمود از آسمودئوس می‌گوید که شکل پادشاه سلیمان را به خود گرفت و مدتی به جای او حکمرانی کرد. با این حال، او هرگز پابرهنه دیده نشد زیرا نمی‌توانست پاهایش را پنهان کند.
در زوهر:
شخینا استر را از اخشورش مخفی کرد و به جای او یک شدا (شدیم مؤنث) به او داد و او به آغوش مردخای بازگشت به همین دلیل مرد باید قبل از همبستری با زنش صحبت کند که مبادا او با یک شدیم جایگزین شده باشد.